# Marcus Culey
Marcus Culey (Sydney, 15 november 1993) is een Australisch voormalig wielrenner die per 2023 stopte als professioneel wielrenner.

## Carrière
In 2017 won Culey de eerste etappe in de Ronde van de Molukken. De leiderstrui die hij daaraan overhield verdedigde hij in de overige drie etappes met succes, waardoor hij de eerste winnaar van de Indonesische etappekoers werd. Eerder dat jaar was hij al zevende geworden op het Oceanische kampioenschap tijdrijden.

## Palmares
2017
1e etappe Ronde van de Molukken
Eindklassement Ronde van de Molukken
2018
1e etappe Ronde van Ijen
2019
1e etappe Ronde van Langkawi
3e etappe Ronde van Indonesië
1e, 2e, 3e en 4e etappe Ronde van Selangor
Eind-, punten- en bergklassement Ronde van Selangor
2020
Bergklassement Ronde van Taiwan

## Ploegen
- 2017 –  St George Continental Cycling Team
- 2018 –  St George Continental Cycling Team
- 2019 –  Team Sapura Cycling
- 2020 –  Team Sapura Cycling
- 2021 –  Team UKYO
- 2023 –  CCACHE x Par Küp

Cameron · Cavanagh · Culey · Dutton · Dyball · Field · Groves · Hubbard · Louis · Smith · Zenovich